# Mario Medina Seguí
Mario Medina Seguí (Murcia, 10 de marzo de 1908 - Madrid, 1 de junio de 2000) fue un músico y compositor español. 

## Biografía
Nació en Murcia el 10 de marzo de 1908, hijo del pintor José Medina Noguera y de Teresa Seguí Monerri, siendo el segundo de tres hermanos. Atraído por la músicab desde niño, ingresa en el Conservatorio de Música de Murcia en 1919 recibiendo lecciones de D. Ángel Larroca, D.Manuel Massotti Escuder y comenzando los estudios de piano con D. Pedro Muñoz Pedrera, continuándolos con D. José Agüera. Los de armonía los realizó con el citado Ángel Larroca, también Maestro de Capilla de la Catedral. Simultáneamente fue alumno de la Escuela Normal en la misma ciudad, estudios que terminó en 1926. En 1928 obtiene por unanimidad el Primer Premio de Piano y en 1931 se le concede también por unanimidad el Primer Premio de Armonía. Roberto Cortés le impone posteriormente el de contrapunto. En 1934 por oposición, es pensionado por la Diputación de Murcia para proseguir sus estudios de composición en el Real Conservatorio de Madrid, ingresando en la clase de Joaquín Turina y tomando lecciones privadamente con el gran Maestro de piano Enrique Aroca. Estos estudios quedaron suspendidos por la Guerra Civil, reanudándolos a la terminación del conflicto y obteniendo el Primer Premio de Composición en 1945. Durante la contienda había compuesto una Suite para saxofón y piano, dos Danzas para violonchelo y piano, dos Noveletas románticas, Grabados Medievales y un Llanto por la Muerte de García Lorca que luego sería el Prólogo para las Canciones sobre el Poema del Cante Hondo del mismo poeta. 
En 1945 fue pensionado por el Ministerio de Asuntos Exteriores de Francia para realizar estudios en París, pero la funesta política de aquel momento no le permitió llegar a dicha ciudad. En 1946 estrenó su Sinfonietta Murciana en el Teatro Monumental de Madrid. Esta pieza había sido premiada por la Diputación de Murcia. En 1954, Narciso Yepes estrena en Viena su Concierto Murciano para guitarra y orquesta, que había sido premiado por la Diputación murciana y que fue dado a conocer, en el mismo año en los Festivales de Estrasburgo. En este mismo año compuso la música de varios documentales de NO-DO. En 1958 obtiene el Premio Samuel Ros, de música de cámara, con su Cuarteto Nº 2 que se estrenará en Madrid por la Agrupación Nacional de Música de Cámara. En 1955 había escrito las ilustraciones musicales del drama calderoniano La hidalga del valle, que se representa en el Teatro Español de Madrid. Compuso mucha música para el cine, tanto para largometrajes como para documentales de NO-DO. Tiene publicadas para piano Canto de cuna, Danza murciana, Preludio y fuga de la petenera, dedicada a su maestro de composición Joaquín Turina. Sin publicar se cuentan Siete Sonatas, Tres Danzas españolas, Tres Danzas nobles, Tres Danzas de buen humor, Grabados medievales, Dos Noveletas, Nocturno, Dos Yaravíes, Dos Danzas hindúes, Divertimento, Danza galante, Apuntes de un cabaret, Suite, Suite a la antigua, Cinco Preludios españoles, A la muerte de un gorrión, Cortesana coqueta, Ensayo de un Scherzo, Minué para una baile en puntas, Arpa paraguaya, Piezas breves para piano y otras de música ligera. Para violín y piano ha escrito Danza española, Suite, Paisaje crepuscular, Música para un amigo, Ballet Tzigane. Para flauta y piano es autor de Sonata, Aria, Divertimento, Nocturnal, Capricho murciano. 
En su música vocal figuran: Tríptico erótico caballeresco, para coro a cuatro voces. Cánticum Resurrectioni, para cuatro voces solistas, coro a cuatro voces y orquesta. Tres Tonadillas para tiple y piano. Ocultad la rosa, voz y piano y Soneto a Córdoba para tiple y piano. Sobre textos del poeta Joaquín González Estrada, Alba del hijo, voz y piano. Con poesía de Leopoldo de Luis, Canciones Asturianas. Sobre textos de Lorenzo Pavesio, Seis Canciones sobre el Poema del Cante Hondo de Federico García Lorca para voz y piano, precedido por el Llanto por la Muerte del Poeta, a piano solo. Apelación al tiempo para tiple y piano, sobre poesía de Ramón de García Sol. Cinco Cancioncillas ingenuas para tiple y piano, con textos de García Sol. Fuente serena sobre poesía de Ramón de García Sol. Cinco bodegones sobre poesía de Antonio Oliver, para tiple y coro, que fueron estrenados en Radio Nacional de España y publicados.
En música de cámara tiene cuatro Cuartetos, un Trío para violín, violonchelo y piano y una Sonata para violín y piano. En su obra para orquesta figura la Sinfonietta Murciana, estrenada en 1946 en el Teatro Monumental de Madrid tras ser premiada por la Diputación Murciana y la Música Orquestal en cuatro tiempos. A esta producción se pueden añadir los ballets, Suite de ballet, Peter Pan, El marinero con permiso y El enanito y la infanta. Para guitarra tiene publicada una Sonata y sin publicar Cinco piezas españolas.
Para violín y orquesta tiene su Concierto español en tres movimientos. Por su Sonata para violín y piano fue Premio Nacional de Composición con motivo del centenario del Círculo de Bellas Artes en 1980. En 1981 es nombrado, en su ciudad natal, académico de la Real Academia Alfonso X el Sabio.
Falleció en Madrid el 1 de junio de 2000.